# Uniwersum Obecności
Uniwersum Obecności (oryg. The Conjuring Universe) – franczyza medialna oparta na serii horrorów wyprodukowanych przez New Line Cinema, the Safran Company, Atomic Monster Productions i dystrybuowanych przez Warner Bros. Pictures. Tytułem, który zapoczątkował cykl, była Obecność w reżyserii Jamesa Wana.
Fabułę filmów zainspirowały sprawy opisane przez badaczy zjawisk paranormalnych Eda i Lorraine Warrenów, którzy twierdzili, że udokumentowali liczne przypadki opętań, nawiedzeń i innych przejawów działania sił nadnaturalnych.
Spin-offem serii jest film Michaela Chavesa Topielisko. Klątwa La Llorony – horror inspirowany meksykańską legendą o Płaczącej Kobiecie, w którym pojawia się ojciec Perez (Tony Amendola), znany z Annabelle. W filmie Wataha u drzwi pojawia się postać detektywa Clarkina (Eric Ladin), znanego z Annabelle.
Pierwsze osiem tytułów serii, zarobiło łącznie na świecie ponad 2,1 mld USD, przy budżecie wynoszącym w sumie 208 milionów dolarów, stając się najbardziej dochodową serią horrorów.
8 września 2023 pojawił się dziewiąty film serii – sequel Zakonnicy, w reżyserii Michaela Chavesa.

## Filmy

### Wydane
| Tytuł                        | Polska data premiery | Reżyser           | Scenarzysta                                                  | Producenci                                  |
| ---------------------------- | -------------------- | ----------------- | ------------------------------------------------------------ | ------------------------------------------- |
| Obecność                     | 26 lipca 2013        | James Wan         | Chad Hayes i Carey W. Hayes                                  | Tony DeRosa-Grund, Peter Safran i Rob Cowan |
| Annabelle                    | 3 października 2014  | John R. Leonetti  | Gary Dauberman                                               | Peter Safran i James Wan                    |
| Obecność 2                   | 17 czerwca 2016      | James Wan         | Chad Hayes, Carey W. Hayes, James Wan i David Leslie Johnson | Peter Safran, Rob Cowan i James Wan         |
| Annabelle: Narodziny zła     | 11 sierpnia 2017     | David F. Sandberg | Gary Dauberman                                               | Peter Safran i James Wan                    |
| Zakonnica                    | 7 września 2018      | Corin Hardy       | Gary Dauberman                                               | Peter Safran i James Wan                    |
| Annabelle wraca do domu      | 26 czerwca 2019      | Gary Dauberman    | Gary Dauberman                                               | Peter Safran i James Wan                    |
| Obecność 3: Na rozkaz diabła | 11 czerwca 2021      | Michael Chaves    | David Leslie Johnson-McGoldrick                              | Peter Safran i James Wan                    |
| Zakonnica II                 | 8 września 2023      | Michael Chaves    | Ian B. Goldberg, Richard Naing i Akela Cooper                | Peter Safran i James Wan                    |

#### Obecność(2013)
Pierwsza część serii (pierwotnie zatytułowana The Warren Files) fabularyzuje życiorys Eda i Lorraine Warrenów, małżeństwa, które badało zjawiska paranormalne. Patrick Wilson wystąpił u boku Very Farmigi w głównych rolach Eda i Lorraine. Film skupia się na sprawie Warrenów z 1971 roku, w której badali rzekomą klątwę na farmie w Harrisville w stanie Rhode Island. Obecność miała premierę 26 lipca 2013 roku i zebrała pozytywne recenzje. Zarobiła 320 milionów dolarów przy budżecie 20 mln USD, stając się jednym z najbardziej dochodowych horrorów w historii.

#### Anabelle(2014)
Spin-off, skupiający się na pochodzeniu lalki Annabelle, która została przedstawiona w Obecności, film ten został ogłoszony wkrótce po premierze Obecności, głównie ze względu na światowy sukces kasowy filmu i pozytywny odbiór tej postaci. Fabuła skupia się na Johnie i Mii Form, małżeństwie spodziewającym się dziecka, której zabytkowa lalka Annabelle zostaje opętana przez mściwego ducha po tym, jak dwóch wyznawców diabła włamuje się do ich domu i zostaje zabitych. Film wyreżyserował operator Obecności, John R. Leonetti, a wyprodukowany przez Safrana i Wana, a za scenariuszem stał Gary Dauberman. Film miał światową premierę 3 października 2014 roku i odniósł sukces komercyjny, stając się 14. najbardziej dochodowym horrorem w Ameryce Północnej. Wielu krytyków uznało jednak Annabelle za film gorszy od Obecności.

#### Obecność 2(2016)
Kontynuacja, Obecność 2, została zamówiona po sukcesie oryginalnego filmu i również została wyreżyserowana przez Wana, a Farmiga i Wilson ponownie wcielili się w swoje role. Film skupiał się na sprawie poltergeista z Enfield w Londynie w 1977 roku. Miał premierę 17 czerwca 2016 roku[31] i zebrał pozytywne recenzje zarówno od krytyków, jak i publiczności; niektórzy zgodzili się, że film znacznie przewyższał inne sequele horrorów, podczas gdy inni debatowali, czy film przewyższył jakością swojego poprzednika. Okazał się równie udany jak pierwszy z serii. Film stał się kolejnym dochodowym dodatkiem do serii, zarabiając 320,3 milionów dolarów na całym świecie przy budżecie 40 milionów dolarów i stając się drugim najbardziej dochodowym horrorem wszech czasów, po Egzorcyście, aż do premiery To w 2017 roku.

#### Anabelle: Narodziny zła(2017)
Kontynuacja Annabelle okazała się prequelem oryginalnego filmu. Fabuła filmu skupia się na lalkarzu i jego żonie, których córka tragicznie zginęła dwanaście lat wcześniej, gdy postanawiają otworzyć swój dom dla zakonnicy i kilku dziewcząt z zamkniętego sierocińca. Opętany twór lalkarza – Annabelle skupia się na dzieciach i zamienia ich schronienie w burzę zła. Reżyser Kiedy gasną światła, David F. Sandberg, zastąpił Leonettiego na stanowisku reżysera, Dauberman powrócił do pisania scenariusza, a Safran i Wan wrócili do produkcji. Film miał światową premierę 11 sierpnia 2017 roku i  odniósł sukces krytyczny i komercyjny, a wielu krytyków stwierdziło, że Annabelle: Narodziny zła stanowią ogromny postęp w stosunku do swojej poprzedniczki.

#### Zakonnica(2018)
Spin-off zatytułowany Zakonnica, w którym występuje Valak, złowroga zakonnica z Obecności 2, film ten został wyreżyserowany przez Corina Hardy'ego, a współscenarzysta Obecności 2, David Leslie Johnson, został początkowo ogłoszony jako scenarzysta, zanim został zastąpiony przez Gary’ego Daubermana i Jamesa Wana, który był także producentem wspólnie z Peterem Safranem.  Demián Bichir i Taissa Farmiga wystąpili w głównych rolach, a Bonnie Aarons ponownie wcieliła się w rolę Valaka w filmie. Fabuła podąża za księdzem i nowicjuszką, którzy badają bezbożną tajemnicę i stawiają czoła złowrogiej sile w postaci demonicznej zakonnicy. Premiera filmu odbyła się 7 września 2018 roku i zarobił 365,6 miliona dolarów przy budżecie 22 milionów dolarów, stając się najbardziej dochodowym filmem w serii.

#### Anabelle wraca do domu(2019)
W trzeciej części serii Annabelle, Anabelle wraca do domu, scenarzystą i reżyserem w swoim debiucie został Gary Dauberman. Film ten opiera się na opowiadaniu napisanym przez Daubermana i Jamesa Wana. Współproducentami projektu byli James Wan i Peter Safran.
Akcja Annabelle wraca do domu rozgrywa się po Annabelle i Obecności i skupia się na lalce po tym, jak była trzymana w szklanym pudełku w muzeum Warrenów. Wilson i Farmiga ponownie wcielili się w Eda i Lorraine Warrenów, obok Mckenny Grace jako Judy Warren i Madison Iseman jako nastoletniej opiekunki Judy. Film miał premierę 26 czerwca 2019 roku.

#### Obecność 3: Na rozkaz diabła(2021)
Po premierze Obecności 2 Wan ujawnił, że nie wróci, aby reżyserować kolejną część serii ze względu na konflikty w harmonogramie, ale wyraził zainteresowanie, gdyby inni filmowcy reżyserowali więcej filmów z serii „Obecność”. Wan powiedział, że akcja kolejnego filmu z tej serii będzie miała miejsce w latach 80. i mówił o pomysłach na filmy eksplorujące likantropię, wzywając Amerykańskiego wilkołaka w Londynie i Psa Baskerville'ów jako inspirację. Safran stwierdził, że następny film nie będzie filmem o nawiedzonym domu. David Leslie Johnson-McGoldrick został zatrudniony do napisania scenariusza.
Obecność: Na rozkaz diabła wyreżyserował Michael Chaves, po wcześniejszym reżyserowaniu Topielska. Klątwy La Llorony, z Jamesem Wanem w roli producenta. Wilson i Farmiga ponownie wcielili się w Eda i Lorraine Warrenów, a fabuła obracała się wokół prawdziwej sprawy „Devil Made Me Do It”, była to rozprawa prawna, w której oskarżony twierdził, że został opętany w trakcie przestępstw, o które jest oskarżony. Premiera filmu była początkowo planowana na 11 września 2020 roku, po czym została przesunięta na 4 czerwca 2021 r. z powodu pandemii COVID-19. Film został jednak wydany przez Warner Bros. Pictures i New Line Cinema w Wielkiej Brytanii 26 maja 2021 roku, następnie w Stanach Zjednoczonych 4 czerwca, gdzie film miał również miesięczną jednoczesną premierę w usłudze transmisji strumieniowej HBO Max. W Polsce film miał premierę 11 czerwca 2021.

#### Zakonnica II(2023)
Przed premierą Zakonnicy James Wan omówił możliwość kontynuacji i jej fabuły: „Wiem, dokąd potencjalnie, jeśli Zakonnica się powiedzie, może doprowadzić Zakonnica II i jaki to ma związek z historią Lorraine, którą ustaliliśmy w pierwszych dwóch Obecnościach i sprawić, żeby wszystko zatoczyło koło”. W kwietniu 2019 roku Peter Safran powiedział, że trwają prace nad kontynuacją, stwierdzając, że dla filmu zaplanowano „naprawdę zabawną” fabułę. Później w tym samym miesiącu Akela Cooper podpisała kontrakt z projektem jako scenarzysta filmu, a Safran i Wan zostali producentami. Bonnie Aarons wyraziła zainteresowanie ponownym wcieleniem się w rolę tytułowego demona w sequelu. W lutym 2022 roku Taissa Farmiga oświadczyła, że rozmawiała z Warner Bros. Pictures w sprawie ponownego wcielenia się w swoją rolę z pierwszego filmu, stwierdzając jednocześnie, że ograniczenia nałożone na przemysł filmowy w wyniku COVID-19 opóźniły projekt.Warner Bros. oficjalnie ogłosili film w kwietniu jako część nadchodzącej oferty na CinemaCon 2022. Michael Chaves został potwierdzony na stanowisko reżysera. Wstępne zdjęcia rozpoczęły się 29 kwietnia 2022 roku, kiedy Bonnie Aarons ponownie wcieliła się w rolę Valaka. We wrześniu 2022 r. ujawniono, że Ian Goldberg i Richard Naing wnieśli swój wkład w powstanie scenariusza jako współautorzy najnowszego projektu. Storm Reid dołączyła do obsady w głównej roli w filmie. Główne zdjęcia rozpoczęły się 6 października 2022 roku, a zakończyły jeszcze w tym samym roku. Taissa Farmiga i Jonas Bloquet ponownie wcielili się w role siostry Irene i Maurice’a „Frenchie” Theriault, a do obsady dołączyli Anna Popplewell i Katelyn Rose Downey.
Zakonnica II miała premierę 8 września 2023 roku.

### Przyszłość
| Tytuł                             | Polska data premiery | Reżyser        | Scenarzysta                     | Producenci               | Status          |
| --------------------------------- | -------------------- | -------------- | ------------------------------- | ------------------------ | --------------- |
| Obecność 4: Ostatnie namaszczenie | 5 września 2025      | Michael Chaves | David Lesile Johnson-McGoldrick | Peter Safran i James Wan | W postprodukcji |

#### Obecność 4: Ostatnie namaszczenie(2025)
W październiku 2022 roku ujawniono, że kontynuacja Obecność: Na rozkaz diabła jest w fazie rozwoju. David Leslie Johnson-McGoldrick napisze scenariusz, a James Wan i Peter Safran powrócą jako producenci. Wan potwierdził później, że Wilson i Farmiga powrócą do swoich ról. W kwietniu 2023 roku podczas CinemaConu ujawniono tytuł filmu. We wrześniu 2023 roku Michael Chaves oświadczył, że prace nad scenariuszem trwają, stwierdzając, że projekt ma być postrzegany jako „finał” historii z serii, które miały miejsce wcześniej.

### Inne potencjalne projekty
W czerwcu 2017 roku producent Peter Safran oświadczył, że chociaż studio nie będzie zawierać postaci z innych samodzielnych oryginalnych dzieł, w fazie rozwoju są różne projekty. Później powtórzył, że powstaną tylko przyszłe projekty, które będą miały bezpośredni związek z Warrenami i innymi wydanymi filmami z serii; stwierdzając, że będą one nadal tworzone „tak długo, jak [będziemy] mieli do opowiedzenia oryginalne historie”. Do maja 2021 roku powiedział, że na różnych etapach rozwoju jest wiele przyszłych projektów, a Patrick Wilson i Vera Farmiga zamierzają ponownie wcielić się w swoje role. Safran stwierdził: „[Oni] są tak wyjątkowymi aktorami i tak pięknie przedstawiają Eda i Lorraine, że bardzo chcielibyśmy nadal kręcić z nimi te filmy. Ed i Lorraine badali sprawy przez 50 lat, więc mamy kolejne 40 lat z Patrickiem i Vera, zanim skończą nam się pomysły".
Po premierze Annabelle wraca do domu w czerwcu 2019 roku, Gary Dauberman przyznał, że istnieje możliwość nakręcenia czwartego filmu o Annabelle, stwierdzając jednocześnie, że istnieje potencjał na kilka spin-off'ów, skupiających się również wokół innych przeklętych artefaktów i ich istot. Reżyser ujawnił, że pewne osoby otrzymały szczegółowe historie, które napisał podczas produkcji Annabelle wraca do domu. Opracowana wspólnie z Wanem, stwierdził, że przyszłość serii będzie dotyczyć różnych podgatunków horroru; stwierdzając, że horror psychologiczny skupiony wokół Panny Młodej i horror slasher skupiony wokół Samuraja to przykłady opcji, które omawiano w celu rozwoju.
W czerwcu 2021 roku po premierze Obecność: Na rozkaz diabła Michael Chaves ujawnił, że pierwotnie film miał być bezpośrednio powiązany z kolejnym spin-offem. Skupiający się wokół demonicznej postaci wyciętej z trzeciego części Obecności, zwanej Zaginionym Demonem. Chaves stwierdził, że jednostka ta byłaby godna uwagi, ponieważ została w całości oparta na opisach prawdziwych świadków. Chociaż z ostatecznej wersji usunięto pełne ujawnienie postaci, a także wątek poboczny, w którym okultystka Isla współpracowała z demonem, reżyser zauważył, że to ta sama istota, która dręczy Davida w łóżku wodnym i ostatecznie wchodzi do jego ciała. Wyraził nadzieję, że pewnego dnia projekt dostanie zielone światło. Chaves skomentował, że James Wan ma kilka spraw Warrena w zanadrzu i „wiele rzeczy… do odkrycia”. Producent przyznał, że zna różne projekty, nad którymi trwają prace, jednocześnie wyrażając jako fan swoje podekscytowanie możliwością zobaczenia, co zostanie wydane jako pierwsze.
W sierpniu 2023 roku reżyser powiedział, że istnieje potencjał dla dodatkowych projektów z udziałem Zakonnicy, mających na celu zbadanie ram czasowych od lat pięćdziesiątych do sześćdziesiątych XX wieku. We wrześniu tego samego roku oświadczył, że jako fan serii chciałby zobaczyć projekt, w którym różne demoniczne istoty z każdej części antagonizują Warrenów.

#### Anulowany spin-offThe Crooked Man
W maju 2017 roku Safran powiedział, że postać Crooked Mana z Obecności 2 była rozważana przez studio do filmu fabularnego. W czerwcu tego samego roku oficjalnie trwały prace nad spin-offem zatytułowanym The Crooked Man, którego scenarzystą był Mike Van Waes, opartym na oryginalnej historii Wana; Wan i Safran mieli wyprodukować film. Choć znajdowali się na wczesnym etapie rozwoju, producenci stwierdzili, że podgatunkiem horroru będzie „mroczna bajka”. Do września 2018 roku Safran stwierdził, że prace nad scenariuszem trwają i że studio chce poczekać, aż będzie mieć wersję roboczą, która im się spodoba, zanim rozpocznie się dalsza produkcja. Producent powtórzył to, co stwierdził Wan, potwierdzając, że zamierzeniem jest, aby każda część serii miała swój własny styl. Później stwierdził, że chociaż The Crooked Man miał być kolejnym filmem po Obecności 2, projekt został opóźniony na rzecz przyspieszonej produkcji Zakonnicy ze względu na reakcję publiczności na tę postać.  W listopadzie 2022 roku Wan ogłosił, że poza jego kontrolą w tamtym czasie projekt nie posuwał się do przodu, wyrażając jednocześnie nadzieję na potencjalną przyszłą wersję.

### Powiązania z innymi filmami

#### Wataha u drzwi(2016)
W maju 2015 roku John R. Leonetti został reżyserem filmu Wataha u drzwi dla New Line Cinema, z Garym Daubermanem jako scenarzystą i Peterem Safranem jako producentem. Film nie jest wstępem do Uniwersum Obecności, jednak występuje w nim Eric Ladin, który ponownie wciela się w rolę detektywa Clarkina z filmu Leonettiego – Annabelle z 2014 roku. Wataha u drzwi są luźno oparte na morderstwach rodziny Mansonów w 1969 r. [98]

#### Topielisko. Klątwa La Llorony(2019)
W październiku 2017 roku Wan był producentem horroru wyreżyserowanego przez Michaela Chavesa, z Lindą Cardellini w roli głównej, zatytułowanego wówczas The Children. Film został później zmieniony na Klątwę La Llorony (na niektórych rynkach międzynarodowych znany również jako Klątwa Płaczącej Kobiety).  W Polsce film ten dostał nazwę Topielisko. Klątwa La Llorony. Chociaż film nie jest częścią Uniwersum Obecności, występuje w nim Tony Amendola, który ponownie wciela się w rolę ojca Pereza z Annabelle. Postać daje wskazówki rodzinie dręczonej przez tytułowego ducha i wiąże nawiedzenie ze swoimi doświadczeniami z demoniczną istotą przyczepioną do lalki.

## Telewizja
W maju 2021 roku Peter Safran powiedział, że trwają prace nad serialem telewizyjnym, którego akcja rozgrywa się w Uniwersum Obecności. Producent stwierdził, że mają „kilka dłuższych historii, które lepiej byłoby opowiedzieć w ośmiu odcinkach lub ośmiu godzinach”, niż w dwugodzinnym filmie. Safran przyznał, że od jakiegoś czasu toczą się dyskusje na temat rozszerzenia serii na programy telewizyjne, wraz z uruchomieniem HBO Max, który zapewni Warner Bros. Entertainment dystrybutora wszelkich potencjalnych seriali.
W kwietniu 2023 roku ogłoszono, że serial telewizyjny jest w fazie rozwoju. Jego akcja miałaby się rozgrywać po wydarzeniach z filmów, a na producentów wykonawczych wybrano Jamesa Wana i Petera Safrana. Projekt miał być wspólną produkcją New Line Television, Warner Bros. Television Studios, Atomic Monster, the Safran Company i Max Originals i był opracowywany do wydania za pośrednictwem streamingu wyłącznie w Warner Bros. Discovery's Max.

## Komiksy
W kwietniu 2021 roku została zapowiedziana miniseria komiksowa The Conjuring: The Lover, będąca prequelem Obecności 3 Pierwszy numer z pięciu miał swoją premierę 1 czerwca.